# Strażnica WOP Smołdziński Las
Strażnica w Smołdzińskim Lesie:
1. podstawowy pododdział graniczny Wojsk Ochrony Pogranicza.
2. graniczna jednostka organizacyjna polskiej straży granicznej realizująca zadania bezpośrednio w ochronie granicy państwowej.

## Formowanie i zmiany organizacyjne
W 1951  89 strażnica WOP stacjonowała w Smołdzińskim Lesie.
Od 15 marca 1954 wprowadzono nową numerację strażnic. Strażnica WOP Smołdziński Las II kategorii otrzymała numer 86 . 
W 1956  rozpoczęto numerowanie strażnic na poziomie brygady. Strażnica II kategorii Smołdziński Las była 2. w 16 Brygadzie Wojsk Ochrony Pogranicza.
1 stycznia 1960  podlegała batalionowi WOP Lębork.
W styczniu 1964  strażnica WOP nr 5 Smołdziński Las uzyskała status strażnicy lądowej i zaliczona została do IV kategorii. Kilka miesięcy później przeformowano strażnicę lądową IV kategorii Smołdziński Las o stanie 27 wojskowych na strażnicę nadmorską IV kat o stanie 32 osoby, którą to podporządkowano bezpośrednio dowództwu brygady. 
Po rozwiązaniu w 1991  Wojsk Ochrony Pogranicza, strażnica Smołdziński Las weszła w podporządkowanie Bałtyckiego Oddziału Straży Granicznej.

## Dowódcy strażnicy
- ppor. Franciszek Duda (?-1953) – dowódca 89 strażnicy
- chor. Edward Wilkołek (1953-?) – dowódca 89 strażnicy
- kpt. Wyrzykowski (1971-?) – dowódca strażnicy
- ppor. Malinowski (?1975-1979?) – dowódca strażnicy
- ppor. Leszek Bednarek (1980-?) – dowódca strażnicy
- por. SG Ireneusz Dźwierzyński (1987-1992)[7]